# 福浦村 (石川県)
福浦村（ふくらむら）は、石川県羽咋郡に存在した村。
福浦港を中心に発展した村だった。現在の志賀町福浦港。

## 地理・概要
- 現在の志賀町では中西部に、富来町（1954年ー2005年）の中では南部に位置。西に日本海に面する外浦に位置する。海岸は崖の多い岩礁海岸。
- 大澗（おおま）、水の澗、町波、日和山、丹和、和光台の各地区がある。
- 山 - 高ツボリ山 (141.6m)

## 歴史
- 772年（宝亀3年）- 続日本紀において、日本の歴史上、当地の名が「福良津」として初めて文献に登場した。当時、古代においては「福良泊」とも表記されていたことがあった。
- 中世 - 当地は「直海保内北浦」と称される。
- 1608年（慶長13年）- 篝火による灯台が設置される。
- 1690年（元禄9年）- 村内の戸数93軒。
- 1861年（文久2年）- 村内の戸数194軒。
- 1876年（明治9年）- 当時の福浦灯台（旧福浦灯台）が建造される。
- 1889年（明治22年）4月1日 - 町村制の施行により、羽咋郡福浦村を廃し、その区域をもって羽咋郡福浦村を設置する。
- 1899年（明治32年）- 大火により、住宅約180戸のうち、150戸近く全焼。
- 1905年（明治38年）3月 - 福浦灯台が設置、初点灯される。
- 1950年（昭和25年）- 第九管区海上保安本部の警備救難署が村内に設置される。
- 1953年（昭和28年）- 福浦漁業協同組合が設置される。
- 1954年（昭和29年）11月3日 - 羽咋郡富来町、福浦村、熊野村、稗造村、東増穂村、西増穂村、西海村及び西浦村を廃し、その区域をもって羽咋郡富来町を設置する。旧羽咋郡福浦村の区域を字福浦港を設定する。

## 教育
- 福浦村立福浦中学校（現在は閉校）
- 福浦村立福浦小学校（富来町合併後は富来町立。2005年（平成17年）4月1日に富来町立富来小学校（現・志賀町立富来小学校）に統合されたため閉校。）

## 名所・旧跡
- 能登金剛（巌門）
- 福浦灯台
- 旧福浦灯台

## 神社・仏閣
- 猿田彦神社
- 禅正寺